# Anton Lesser
Anton Lesser, född 14 februari 1952 i Birmingham, är en brittisk skådespelare.
Lesser har bland annat medverkat i TV-serierna 1899, Better och The Crown.

## Filmografi (i urval)
- 2000 – Miraklernas man
- 2005 – Flickan på cafét
- 2006 – Miss Potter
- 2011 – The Hour (TV-serie)
- 2013–2023 – Unge kommissarie Morse (TV-serie)
- 2015–2016 – I Dickens magiska värld (TV-serie)
- 2017 – The Crown (TV-serie)
- 2022 – 1899 (TV-serie)
- 2023 – Better (TV-serie)
- 2027 – Harry Potter (TV-serie)